# Рогат занкъл
Рогатите занкъли (Zanclus cornutus) са вид актиноптери, единствен представител на семейство Занклидови (Zanclidae).
Те са незастрашен вид.
Таксонът е описан за пръв път от Карл Линей през 1758 година.